# Домінік Олександр Казановський
Домінік Александер Казановський (пол. Aleksander Dominik пол. Kazanowski) (з Казанова) — польський шляхтич, урядник та державний діяч Речі Посполитої.

## Коротка біографія
В 1627 р. був депутатом на трибунал Радомський. В 1632 р. послував на елекційний сейм, де обрали королем Владислава IV Вазу. До 1632 р. отримав від батька староство Богуславське.
Брав участь в смоленській кампанії, під час якої у вересні 1633 р. був поранений.
В 1636 отримав від батька Звенигородське староство та Веркеївку і Талатаївку в Чернігівському воєводстві.
В 1637 році: став польним коронним писарем; брав участь в поході Миколая Потоцького-«ведмежої лаби» проти козаків, очолюваних Карпом Скиданом та Павлом Павлюком. Очолював полк з 4 козацьких корогв, 4 гусарських та 2 драгунських.
Д. А. Казановський відзначився в битві під Кумейками 16 грудня 1637 р., де був важко поранений. За даними Шимона Окольського, він командував корогвою, кінь під ним впав, він зістрибнув з нього та заховався за пеньком від того, щоб не бути розтоптаним. Адам Казановський бачив його лежачим, та не міг надати допомоги.
В 1638 р. брав участь в поході проти Якова Остяниці та Дмитра Гуні.
Перед 6 листопада 1646 р. був призначений брацлавським воєводою.
В 1648 р. отримав від сейму дозвіл на побудову костелу в Богуславі.

## Сім'я
Дружина Анна Потоцька (†1695), наймолодша з дорослих дітей подільського генерального старости Стефана Потоцького та його дружини Марії Амалії Могилянки, по його смерті вийшла вдруге заміж за підскарбія надвірного литовського Богуслава Слушку, втретє — за київського воєводу Міхала Єжи Станіславського.
Друга донька — Анна Марія (Маріанна) — була одружена з коронним гетьманом Станіславом Яном Яблоновським. Внуком Анни Марії був польський король Станіслав Лещинський.